# Adrianonyx
Genre
Adrianonyx est un genre d'opilions laniatores de la famille des Triaenonychidae.

## Distribution
Les espèces de ce genre sont endémiques du Chili.

## Liste des espèces
Selon World Catalogue of Opiliones (03/04/2023) :
- Adrianonyx contulmo Porto, Derkarabetian, Ramírez, Giribet & Pérez-González, 2022
- Adrianonyx crypticus Porto, Derkarabetian, Ramírez, Giribet & Pérez-González, 2022

## Étymologie
Ce genre est nommé en l'honneur d'Adriano Brilhante Kury.

## Publication originale
- Porto, Derkarabetian, Ramírez, Giribet & Pérez-González, 2022 : « Notes on South American triaenonychids, with the description of a new genus from Chile (Opiliones: Laniatores: Triaenonychidae). » Invertebrate Systematics, vol. 36, no 8, p. 681–713.